# كيث إليس (لاعب كرة قدم)
كيث إليس (بالإنجليزية: Keith Ellis)‏ هو لاعب كرة قدم بريطاني في مركز الهجوم، ولد في 6 نوفمبر 1935 في شفيلد في المملكة المتحدة. لعب مع كارديف سيتي.